# 나바리 독포도주 사건
나바리 독포도주 사건(일본어: 名張毒ぶどう酒事件 나바리도쿠부도우슈지켄[*])은 1961년 3월 28일 밤, 미에현 나바리시 쿠즈오 지구의 공민관에서 일어난 독극물 혼입 사건이다. 5명이 숨지고 "제2의 제국은행 사건"으로 세상이 떠들썩했다. 용의자 오쿠니시 마사루(일본어: 奥西勝, 1926년 1월 14일 ~ 2015년 10월 4일)는 사형 판결이 확정되었었다. 일본 변호사 연합회가 지원하는 재심 사건이었다.
2015년 10월 4일 오쿠니시가 사망하여 끝내 사건의 진상은 밝혀지지 못하게 되었다.

## 사건 경과
1961년 3월 28일 미에 현 나바리 시 쿠즈오 지구의 공민관 쿠즈오 분관(현재는 존재하지 않는다)에서 지구 농촌생활 개선 구락부 총회가 열려서 남자 12명과 여자 20명이 참석했다. 이 자리에서 남자는 청주, 여자는 포도주를 마셨는데, 포도주를 마신 여자 17명이 급성 중독 증상을 보여 5명이 숨졌다.
수사 당국은 청주를 마신 남성과 포도주를 마시지 않은 여성 3명에게는 중독 증상이 없었던 것으로 보고 포도주를 조사한 결과, 포도주에 농약이 혼입되어 있었던 것으로 밝혀졌다.
이후 중요 참고인 자격으로 모임 회원 남자 세 명을 조사했는데, 세 명 중 한 명의 아내와 내연녀가 모두 피해자였음이 밝혀지자 수사 당국은 "삼각관계를 한꺼번에 해소하려고 한 것이 범행 동기" 라면서 그 사람, 오쿠니시 마사루를 추궁했다. 오쿠니시는 4월 3일 자백하고 체포되었으나, 체포 직후 범행을 부인했다.

## 재판 경과

### 확정 판결
1964년 12월 23일 지방재판소는 목격자 증언에서 도출된 범행 시각이나, 오쿠니시의 자백 사이에서의 모순을 인정해 무죄를 선고했다. 검찰은 판결에 불복해 나고야 고등재판소에 항소했다.
1969년 9월 10일 나고야 고등재판소는 1심 판결을 뒤집고 오쿠니시에게 사형을 판결했다. 오쿠니시는 판결에 불복해 최고재판소에 상고했다.
1972년 6월 15일, 최고재판소는 상고를 기각했다.

### 재심 청구
1974년, 1975년, 1976년, 1977년, 1988년 5번에 걸친 재심 청구는 모두 기각된다.
1993년 나고야 고등재판소가 이의신청 기각. 동년 4월 변호인단이 최고재판소에 특별 항고. 1997년 최고재판소는 항고 기각. 1998년 10월 나고야 고등재판소가 제6차 재심 청구를 기각. 1999년 9월에 나고야 고등재판소가 이의 신청 기각. 변호단이 최고재판소에 특별 항고. 2002년 4월 최고재판소가 항고 기각.
2013년 현재 오쿠니시는 병이 나서 하치오지 의료형무소에서 치료 중이다. 2014년 현재 살아 있는 사형수 중에서 일본 최고령이다.

## 지역 사정
사건 당시 쿠즈오 마을은 오락이 부족한 시골로, 총회 즈음에 열리는 연회는 몇 안되는 즐거움이었다. 그런데 그 중에 일어난 참극은 지역 사회에 의구심을 낳았고, 오쿠니시가 체포되자 범인이 잡혔다는 안도감에 오히려 오쿠니시의 가족에게도 도움의 손길을 보내자는 호소가 있었다.
그러나 오쿠니시가 범행을 부인하고 있다는 것을 알자 가족에 대한 박해가 시작되었다. 집에 돌을 던지고, 피해자 유족들이 몰려가 엎드려 사과하라고 다그치기도 했다. 이러한 이지메의 결과, 가족은 쿠즈호를 떠났고, 공동묘지에 있던 오쿠니시 가문의 무덤도 파헤쳐졌다.
쿠즈오 마을은 당시 인구 100명 정도의 취락이었다. 오쿠니시가 무죄일 경우, 쿠즈오 안에 진범이 남아 있을 가능성이 높아지는 것이고, 지역에 다시 평지풍파가 닥칠 것을 두려워한 것이다. 그 결과 쿠즈오 마을에서는 오쿠니시의 무죄 가능성을 이야기하는 것을 꺼리고 있는 상황이다.

## 참고 자료
- 青地晨『魔の時間 六つの冤罪事件』筑摩書房、1976年、／現代教養文庫版、1980年6月、ISBN 4-390-11022-5
- 江川紹子『六人目の犠牲者 名張毒ブドウ酒殺人事件』文藝春秋、1994年4月、ISBN 4-16-348420-5／『名張毒ブドウ酒殺人事件六人目の犠牲者』新風舎、2005年7月、ISBN 4-7974-9761-0（文藝春秋版の改題）
- 戒能通厚、原田純孝、広渡清吾『日本社会と法律学 歴史、現状、展望 渡辺洋三先生追悼論集』日本評論社、2009年3月、ISBN 978-4-535-51599-4（宇佐見大司「名張毒ぶどう酒事件の検討」を収録）
- 越谷仁哉『名張毒ぶどう酒事件の毒物に関しての考察』Science Research、2007年3月、ISBN 978-4-88361-541-4
- 佐藤貴美子『銀の林』新日本出版社、1998年12月、ISBN 4-406-02629-0
- 田中良彦『名張毒ブドウ酒殺人事件 曙光』鳥影社、1998年5月、ISBN 4-7952-2989-9
- 矢沢昇治（編）『冤罪はいつまで続くのか』花伝社、2009年10月、ISBN 978-4-7634-0557-9（野嶋真人「『名張・毒ブドウ酒事件』-再審請求に提出した科学的見解による新証拠」を収録）
- 東海テレビ取材班（編）『名張毒ぶどう酒事件死刑囚の半世紀』岩波書店、2013年2月15日、